# Vale de Gouvinhas
Vale de Gouvinhas es una freguesia portuguesa del concelho de Mirandela, con 17,69 km² de superficie y 380 habitantes (2001). Su densidad de población es de 21,5 hab/km².